# Cymodoce spinula
Cymodoce spinula är en kräftdjursart som beskrevs av Yousuf och Javed 200. Cymodoce spinula ingår i släktet Cymodoce och familjen klotkräftor. Inga underarter finns listade i Catalogue of Life.